# Gloma luctuosa
Gloma luctuosa är en tvåvingeart som beskrevs av Axel Leonard Melander 1927. Gloma luctuosa ingår i släktet Gloma och familjen Brachystomatidae.
Artens utbredningsområde är Washington. Inga underarter finns listade i Catalogue of Life.